# 헤이렌베인

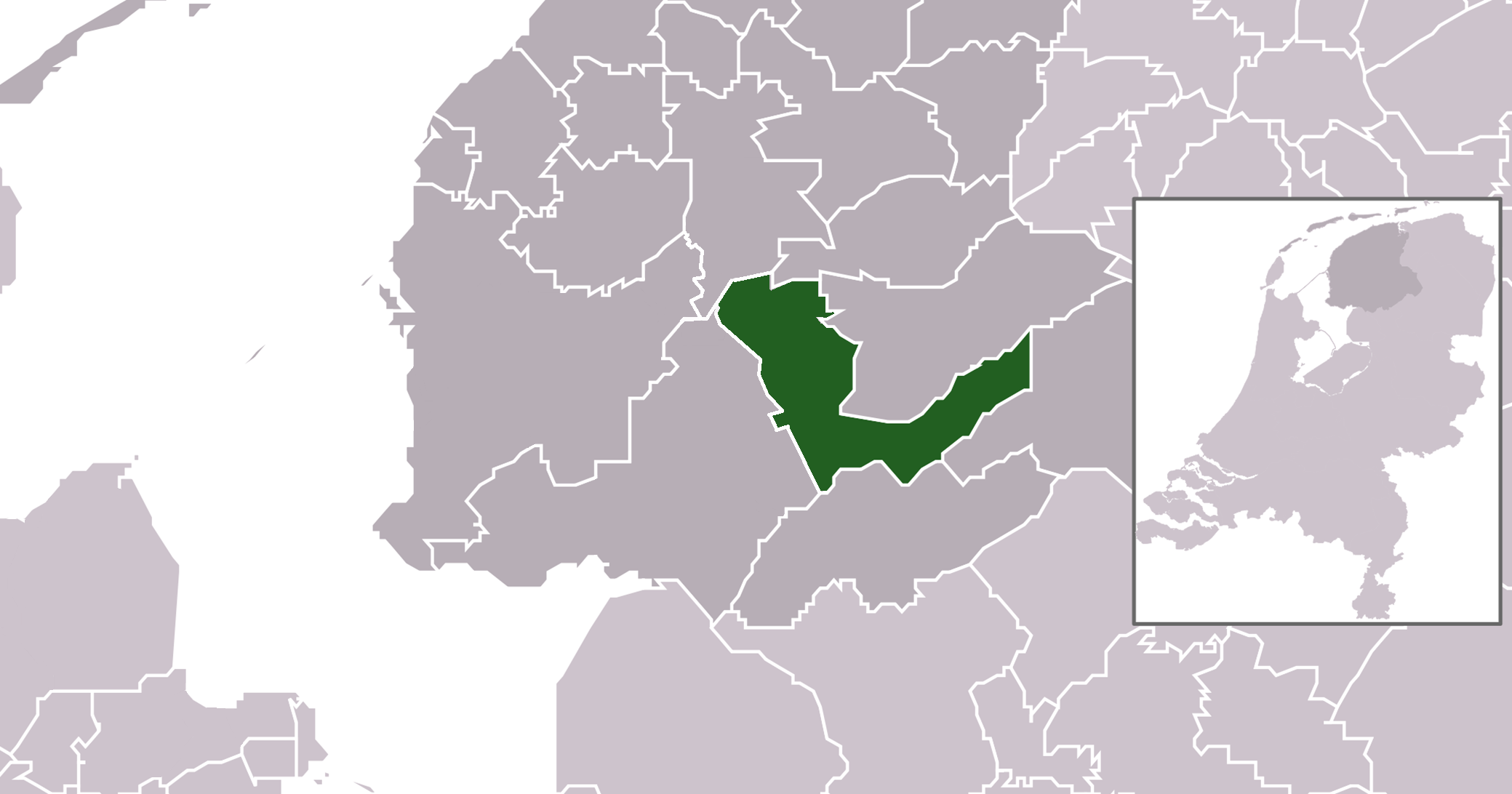
지도 상의 위치

헤이렌베인(네덜란드어: Heerenveen 듣기 (도움말·정보), 서프리슬란트어: It Hearrenfean 듣기 (도움말·정보))은 네덜란드 북부 프리슬란트주에 있는 도시이다. 인구는 42,754명이다(2007).
1551년 연료로 쓰는 이탄을 캐기 위해 세 영주에 의해 건립되었고, 지명도 네덜란드어로 영주(heer)와 이탄(veen)을 뜻하는 단어를 조합해서 만들어졌다. 시로 승격되지는 않았으나, 프리슬란트 지방에서는 규모가 큰 도시 중 하나이다. 현재 이 곳은 스포츠의 중심지로 알려져 있다. 축구 에레디비시 리그에 속하는 SC 헤이렌베인의 본거지이며, 네덜란드에서 가장 유명한 스피드 스케이팅 경기장인 티알프가 있다.